# Tortugaster fistulatus
Tortugaster fistulatus is een krabbezakjessoort uit de familie van de Peltogastridae. De wetenschappelijke naam van de soort is voor het eerst geldig gepubliceerd in 1948 door Reinhard.